# Kinaray-a
Le kinaray-a, ou kinaray, est une des langues bisayas parlée aux Philippines, surtout dans la province d'Antique, dans celle d'Iloilo, ainsi qu'à l'ouest de Panay, par plus d'un million de locuteurs.
Kinaray-a provient du mot « iraya » équivalent à « ilaya » en tagalog qui fait référence à groupe de gens qui habitent les régions montagneuses de la province. Tandis que les groupes habitant près du delta de la rivière sont dénommés « ilawod » du mot hiligaïnon « lawod » qui fait lui référence à une grande étendue d'eau (mer, lac, détroit).
De nombreux locuteurs du kinaray-a (qui sont davantage des urbains) parlent aussi le hiligaïnon qui le considèrent à tort comme une sorte de dialecte de cette langue.